# Ryan Warsofsky
Ryan Warsofsky, född 26 oktober 1987, är en amerikansk ishockeytränare och före detta professionell ishockeyback som tränar San Jose Sharks i National Hockey League (NHL) sedan den 13 juni 2024.
Han är bror till David Warsofsky.

## Spelare
Warsofsky spelade för Rio Grande Valley Killer Bees i Central Hockey League (CHL) och Sacred Heart Pioneers och Curry Colonels i National Collegiate Athletic Association (NCAA).
Han blev aldrig NHL-draftad.

### Statistik

#### Lag
| Källa: Utv = Utvisningsminuter | Källa: Utv = Utvisningsminuter | Källa: Utv = Utvisningsminuter |             | Grundserie  | Grundserie  | Grundserie  | Grundserie  | Grundserie  |             | Slutspel    | Slutspel    | Slutspel    | Slutspel    | Slutspel    |             |
| Säsong                         | Lag                            | Liga                           | Matcher     | Mål         | Assist      | Poäng       | Utv         | Matcher     | Mål         | Assist      | Poäng       | Utv         |             |             |             |
| ------------------------------ | ------------------------------ | ------------------------------ | ----------- | ----------- | ----------- | ----------- | ----------- | ----------- | ----------- | ----------- | ----------- | ----------- | ----------- | ----------- | ----------- |
| 2007–2008                      | Sacred Heart Pioneers          | NCAA                           | Spelade ej. | Spelade ej. | Spelade ej. | Spelade ej. | Spelade ej. | Spelade ej. | Spelade ej. | Spelade ej. | Spelade ej. | Spelade ej. | Spelade ej. | Spelade ej. | Spelade ej. |
| 2008–2009                      | Sacred Heart Pioneers          | NCAA                           | 20          | 1           | 1           | 2           | 26          | —           | —           | —           | —           | —           |             |             |             |
| 2009–2010                      | Sacred Heart Pioneers          | NCAA                           | 7           | 0           | 2           | 2           | 6           | —           | —           | —           | —           | —           |             |             |             |
|                                | Curry Colonels                 | NCAA III                       | 17          | 3           | 13          | 16          | 30          | —           | —           | —           | —           | —           |             |             |             |
| 2010–2011                      | Curry Colonels                 | NCAA III                       | 27          | 9           | 18          | 27          | 61          | —           | —           | —           | —           | —           |             |             |             |
| 2011–2012                      | Turnhout White Caps            | North Sea Cup                  | 20          | 7           | 12          | 19          | 52          | —           | —           | —           | —           | —           |             |             |             |
|                                | Rio Grande Valley Killer Bees  | CHL                            | 3           | 0           | 0           | 0           | 4           | —           | —           | —           | —           | —           |             |             |             |
|                                | Cape Cod Bluefins              | FHL                            | 1           | 0           | 0           | 0           | 0           | —           | —           | —           | —           | —           |             |             |             |
| NCAA totalt                    | NCAA totalt                    | NCAA totalt                    | 71          | 13          | 34          | 47          | 123         | —           | —           | —           | —           | —           |             |             |             |

## Tränare
Warsofsky har arbetat bland annat för South Carolina Stingrays (assisterande tränare/tränare), Charlotte Checkers (assisterande tränare/tränare), Chicago Wolves (tränare) och San Jose Sharks (assisterande tränare). Den 13 juni 2024 blev han befordrad till att vara tränare för San Jose Sharks.

### Statistik
Källa: 
| Lag             | Säsong    | Grundserie | Grundserie | Grundserie | Grundserie         | Grundserie | Grundserie    | Slutspel         |  |
| Lag             | Säsong    | Matcher    | Vinster    | Förluster  | Övertids förluster | Poäng      | Placering     | Resultat         |  |
| --------------- | --------- | ---------- | ---------- | ---------- | ------------------ | ---------- | ------------- | ---------------- |  |
| San Jose Sharks | 2024–2025 | 82         | 20         | 50         | 12                 | 52         | 8:a i Pacific | Missade slutspel |  |
| Totalt          | Totalt    | 82         | 20         | 50         | 12                 | 52         |               |                  |  |